# 京阪800系電車 (2代)
京阪800系電車（けいはん800けいでんしゃ）は、1997年（平成9年）に登場した京阪電気鉄道の京津線（けいしんせん）用通勤形電車。

## 概要
京津線の架線電圧1500 Vへの昇圧および京都市営地下鉄東西線への直通運転開始にあわせ、在来車の80形等に代わって導入された。
京津線は元来軌道 (路面電車) 規格で認可登録された路線であり、併用軌道 (路面電車) と地下鉄区間を直通する車両である。京津線には最大61‰の急勾配も控えていることから4両全てが電動車など、運行路線の区間ごとに極端に異なる性質に対応する必要があるため、急勾配・急カーブ対策など多彩な機能を備えた車両となっている。。
これらの条件に伴う高度な装備機器類に加え、京都市営地下鉄東西線内で運用するためのATO装置など、上質な接客設備などにもよって、「1メートルあたりの値段は日本で一番高いのではないか」と京阪電鉄の担当者が言うほどの高価な車両とされた。

## 車体

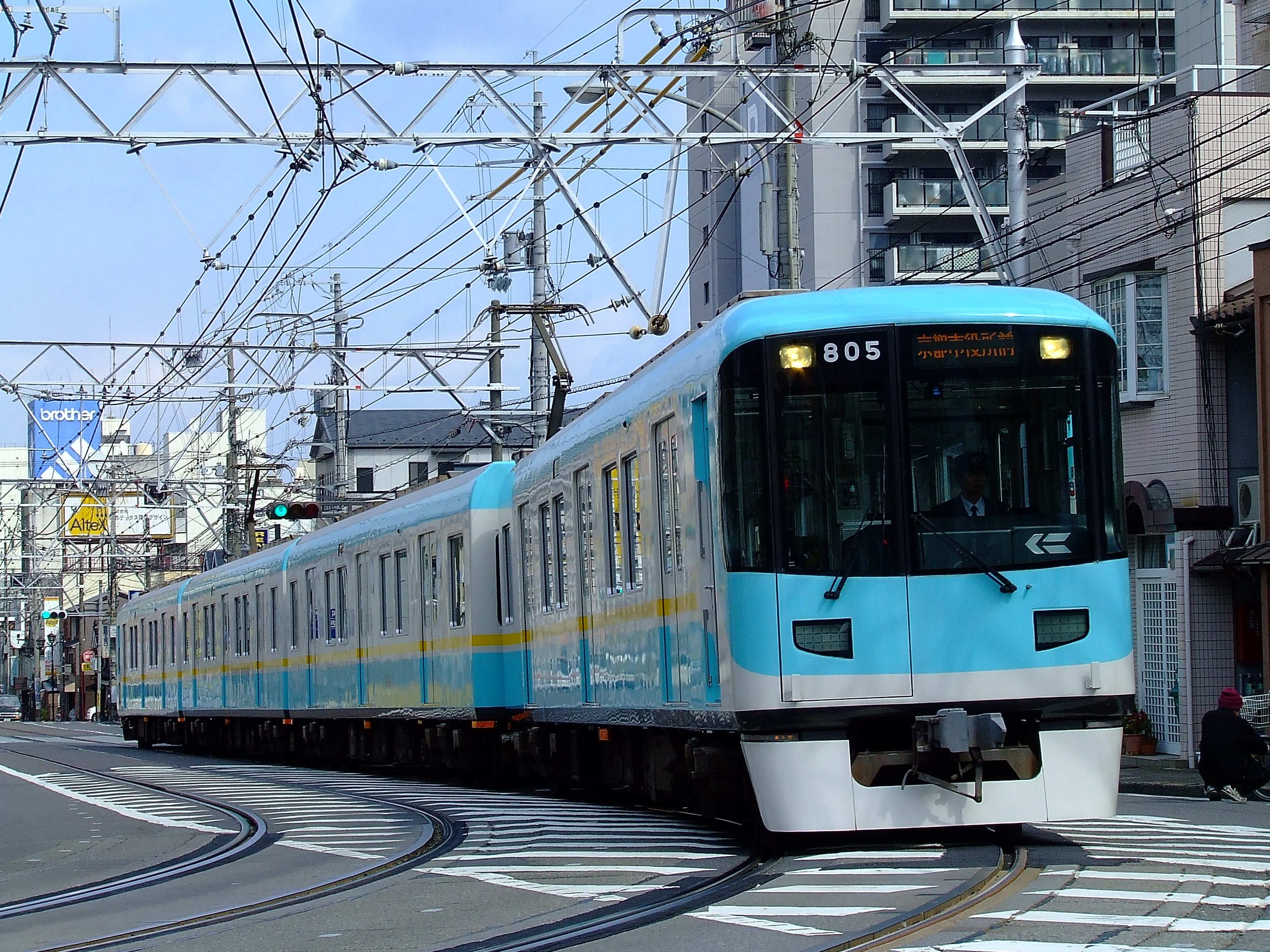
併用軌道を走行中の800系 旧塗装
（2007年3月8日 浜大津駅（現・びわ湖浜大津駅） - 上栄町駅間）

車幅と高さは大津線の在来車とほぼ同じであるが、車長は大津線の在来車より長い16.5 mで、側扉も片側3か所となった。また、車体外観は7200系を縮小したものとしている。
車体材質においては、併用軌道区間での自動車などとの接触事故が起こった際に車体の修復を容易にする目的から普通鋼製車体とし、部品の一部は自動車と共用のものを使用している。
登場時の車体塗装は、琵琶湖をイメージしたパステルブルーと灰白をベースに、染物由来の色であり京津線のラインカラーを表す「苅安色」（黄色）の帯を巻いていた。この帯は当初はテープによるものであったが、静電気でホコリが付着し汚れが目立つことから後に塗装に変更された。また、車体裾には黒色の反射シートを配している。
その後2017年から、本形式を含めた石山坂本線・京津線の全車両の塗装が、京阪本線の一般車両と同様の塗装に変更されることが発表された。本形式では815編成が最初の新塗装編成となり、旧塗装の車両は2020年11月10日に運行を終了した。
搬入当初は、前面の車両番号表示が貫通扉の窓下部に記されていたが、視認性が良くなかったことから営業運転開始までに貫通扉の窓上部に変更された。当時の各鉄道専門誌の新車紹介記事には搬入当初の状態の写真が掲載されていた。
行先表示器は、京阪初のLEDタイプのものが搭載された。なお、後に登場した車両ではフルカラーLEDが採用されたため、京阪では唯一の3色LED表示器となっている。

## 車内

### 座席
座席は両先頭車が1 + 2の3アブレストの集団離反型固定セミクロスシート、中間車がロングシートとなっている。内装は9000系をベースに、東西線50系と同等水準としている。ただし9000系とは違い、本系列ではクロスシート部分とロングシート部分との間にはドアがあり、ドアとクロスシートを仕切るパーティションはあるものの、視線を遮るためのスクリーンは採用していない。また、クロスシート部分にはつり革は設置されていない。なお、2000年代後半に入ってからは座席モケットが、7200系以降の本線系統通勤形車両と同様に経年劣化により、当初よりも濃い目の青色のものに順次交換された。

### 車内放送装置
車内放送装置には、京阪の通勤形電車では初めて自動放送装置が搭載された。
自動放送は、京津線のほか地下鉄東西線にも対応しているが、同路線用の50系とは異なり、東西線内でも京津線内と同様の放送が使用されている。なお、2008年1月16日の東西線太秦天神川駅への直通区間延長以前には男声による放送が使用されていた。石山坂本線用の600形および700形も、ワンマン運転対応改造を受けた際に自動放送装置が搭載されたが、その音声は2018年に放送更新されるまでは本系列と異なっていた。
2018年3月17日の大津線4駅の駅名変更に伴い、本系列を含め大津線全車両の車内放送が更新され、いずれも京阪線と同じ音声に統一された。

### 車内案内表示器
車内案内表示器が各車両側扉上部に1両あたり3台ずつ千鳥配置で設置されている。運用開始以来、フリーパターン表示対応の蛍光表示管のものが使われていたが、2013年に入ってから順次LEDのものに交換され、視認性が向上している。

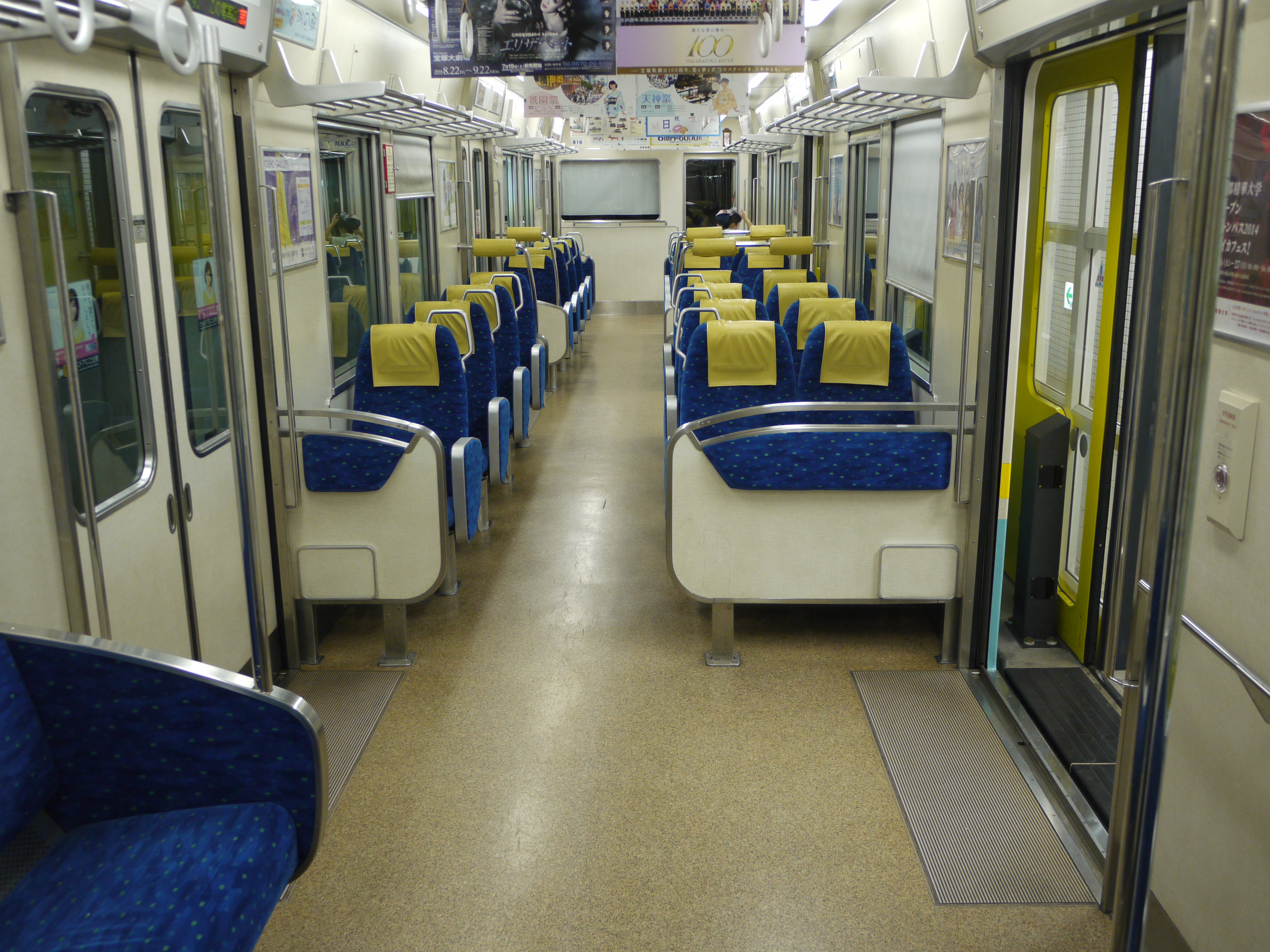
車内（先頭車）
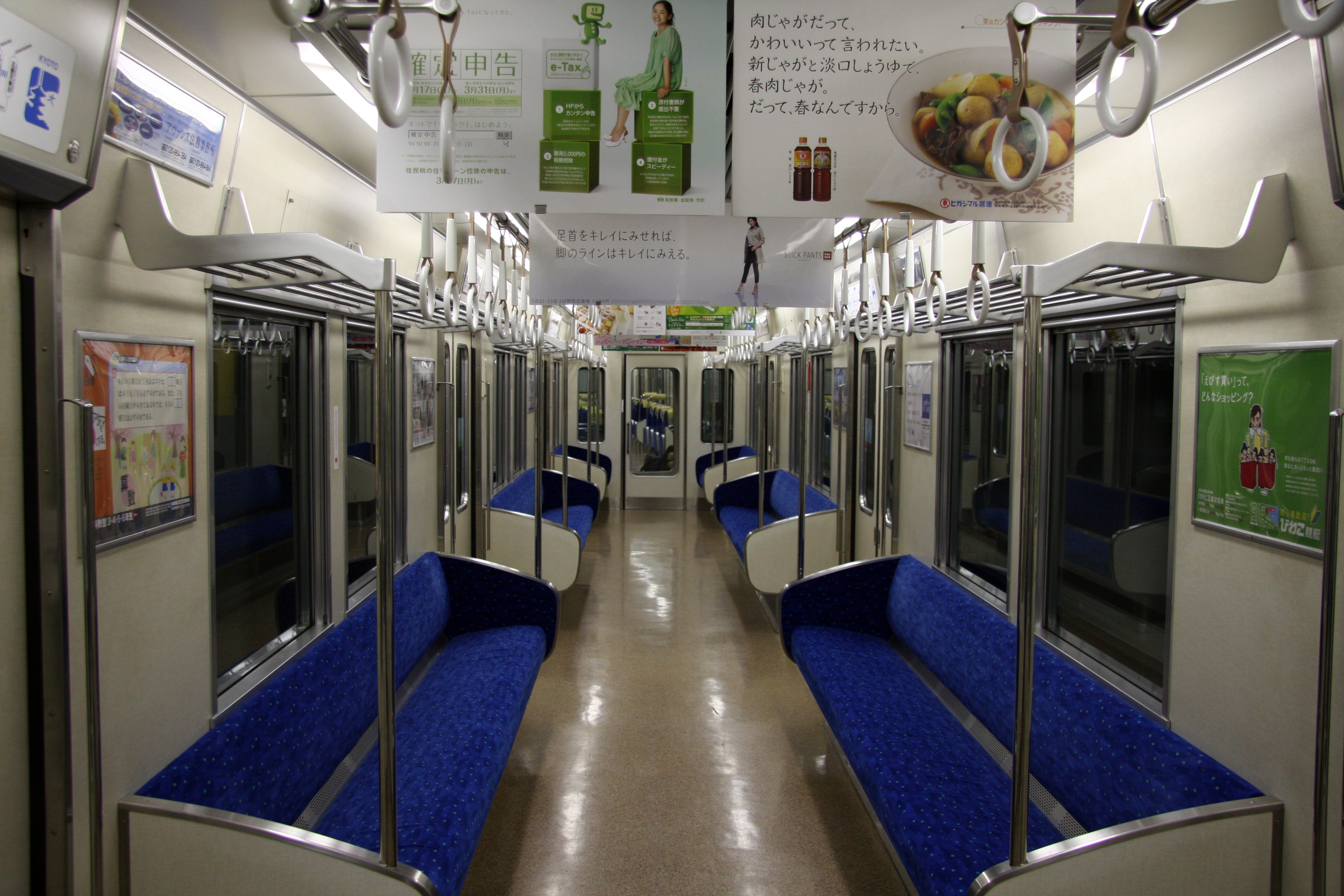
車内（中間車）
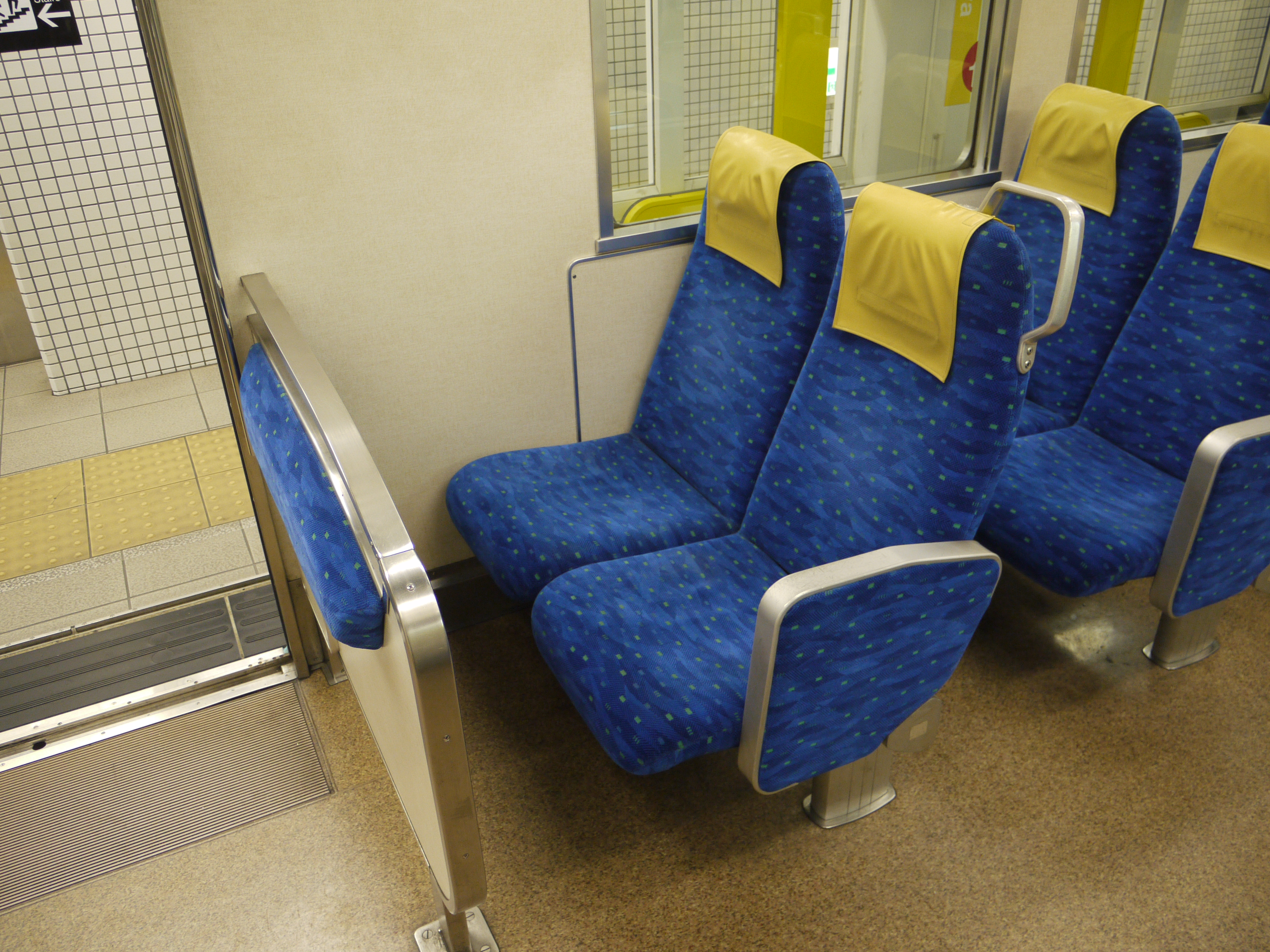
クロスシート（2人掛け）
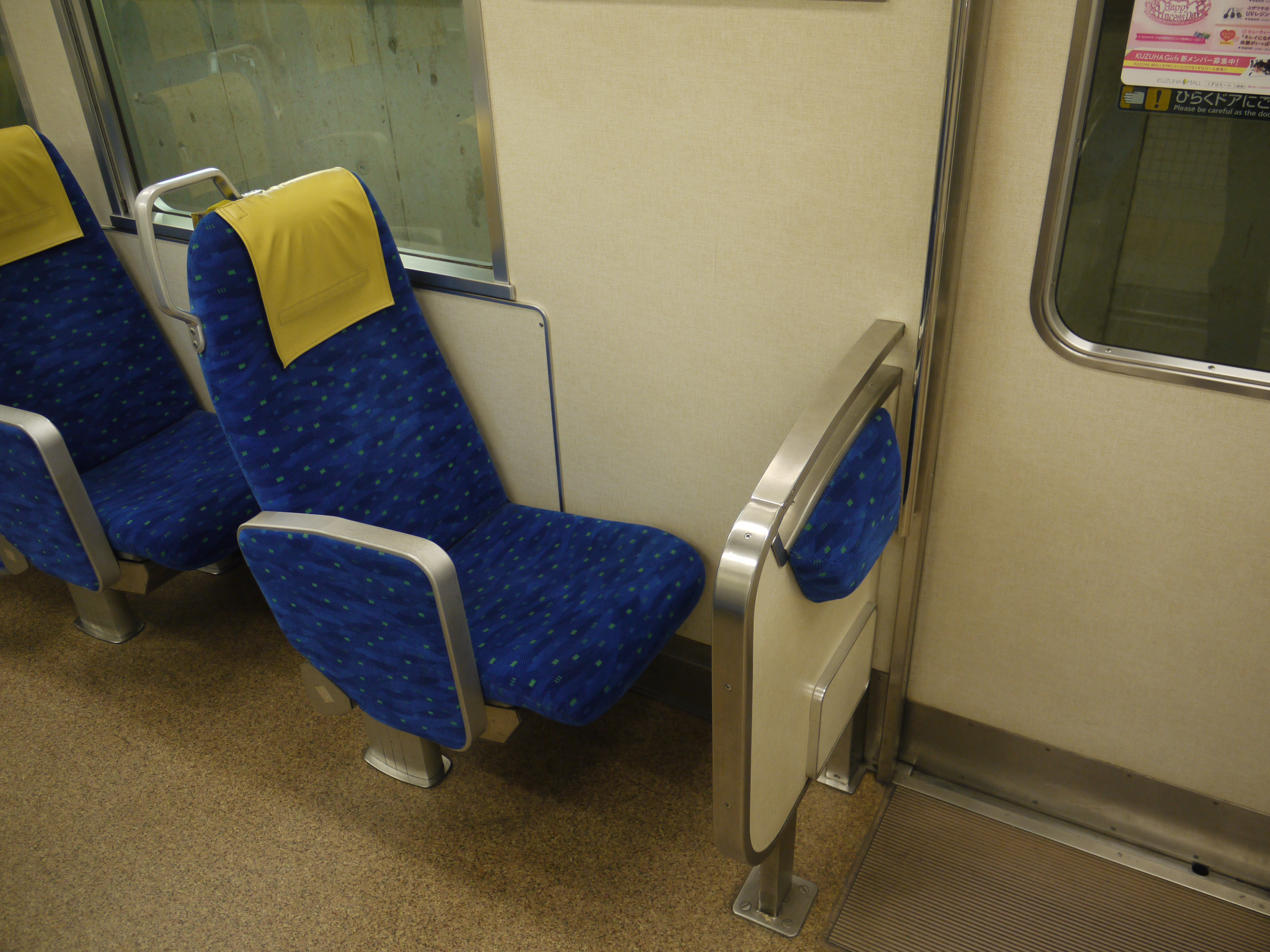
クロスシート（1人掛け）
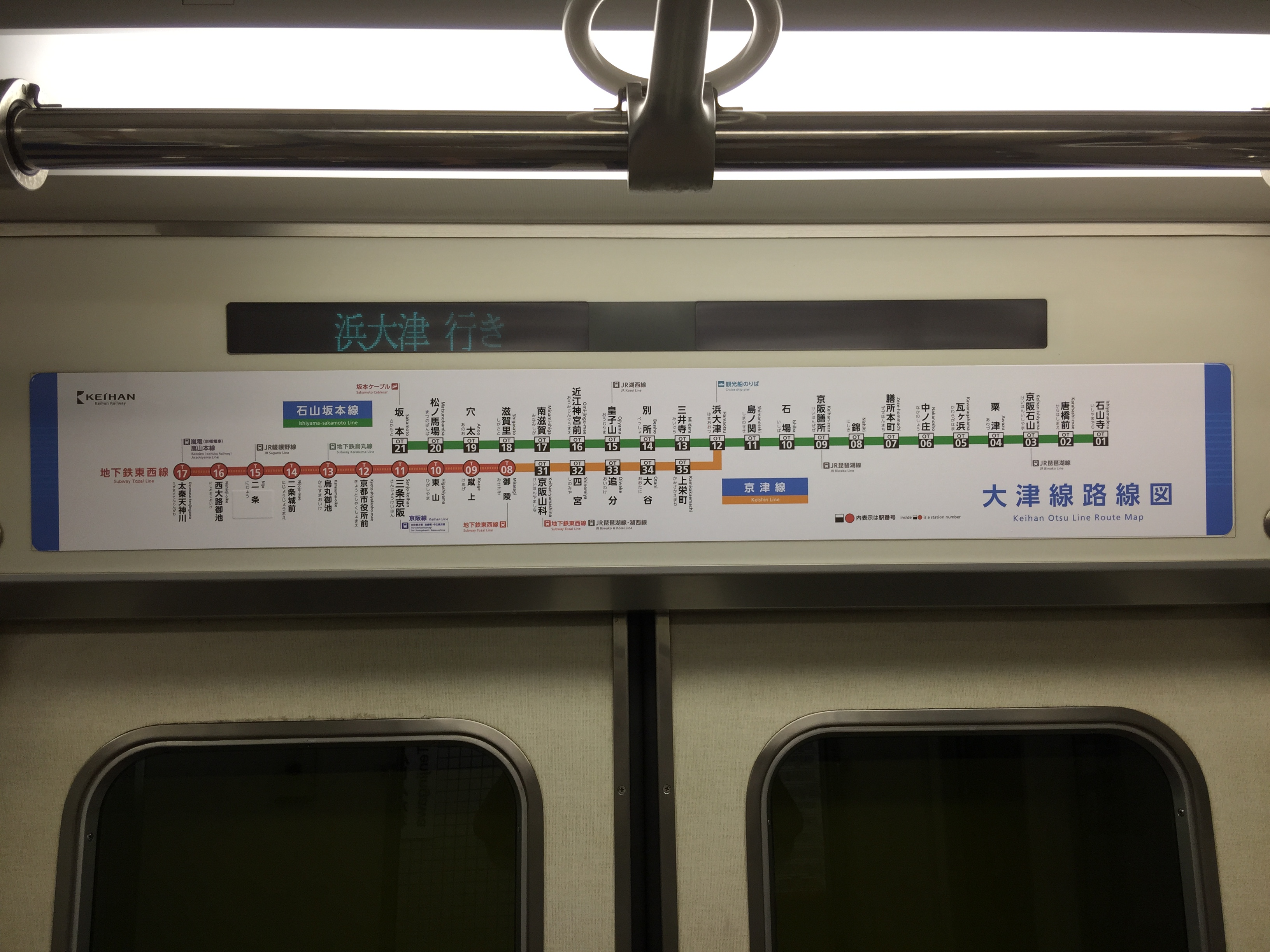
車内案内表示器（交換前）

## 走行機器
4両・2ユニットの全動力車固定編成で、急勾配区間において1ユニットが故障しても走行可能な性能を確保している。
制御方式はVVVFインバータ制御であるが、素子は従来のGTOサイリスタに代わってIGBTを京阪の車両としては初めて採用した。インバータ装置の製造メーカーは東洋電機製造である。
地下鉄東西線への乗り入れに備えてATCやATOを搭載したほか、東西線各駅に設置されているホームドアにも対応した。京津線内では京阪形ATSを使用する。手動運転時における主幹制御器の力行ノッチは4段、常用ブレーキノッチは7段であるが、ATO使用時には力行・ブレーキともに31段の多段制御を行う。
起動加速度は3.3 km/h/s、減速度は4.2 km/h/s（常用最大）となっている。設計最高速度は90 km/hであるが、スピードリミッターによって75 km/h以上の速度では走行できない。
ブレーキシューには、連続急勾配や天候変化に強く、併用軌道走行中の低速での急減速性能に優れた鋳鉄製を採用している。
中間車に装備されるパンタグラフは、京阪では初採用となるシングルアーム式の東洋電機製PT-7201で、ミニ地下鉄である東西線の低い架線高さから、路面区間の高い架線高さまで対応することが可能である。
なお、「66mの路面電車」を走らせるにあたって、車体下部に車幅標識灯を1両あたり左右3台ずつの計6台（編成で24台）設けられている。

## 編成表
| ← 太秦天神川びわ湖浜大津 → | ← 太秦天神川びわ湖浜大津 → | ← 太秦天神川びわ湖浜大津 → | ← 太秦天神川びわ湖浜大津 → | 落成           | 新塗装化  |
| 800(Mc)                    | 850(M)                     | 850(M)                     | 800(Mc)                    | 落成           | 新塗装化  |
| -------------------------- | -------------------------- | -------------------------- | -------------------------- | -------------- | --------- |
| 801                        | 851                        | 852                        | 802                        | 1997年10月12日 | 2020年7月 |
| 803                        | 853                        | 854                        | 804                        | 1997年10月12日 | 2021年2月 |
| 805                        | 855                        | 856                        | 806                        | 1997年10月12日 | 2020年1月 |
| 807                        | 857                        | 858                        | 808                        | 1997年10月12日 | 2018年8月 |
| 809                        | 859                        | 860                        | 810                        | 1997年10月12日 | 2019年6月 |
| 811                        | 861                        | 862                        | 812                        | 1997年10月12日 | 2018年1月 |
| 813                        | 863                        | 864                        | 814                        | 1997年10月12日 | 2019年2月 |
| 815                        | 865                        | 866                        | 816                        | 1997年10月12日 | 2017年8月 |

## 運用

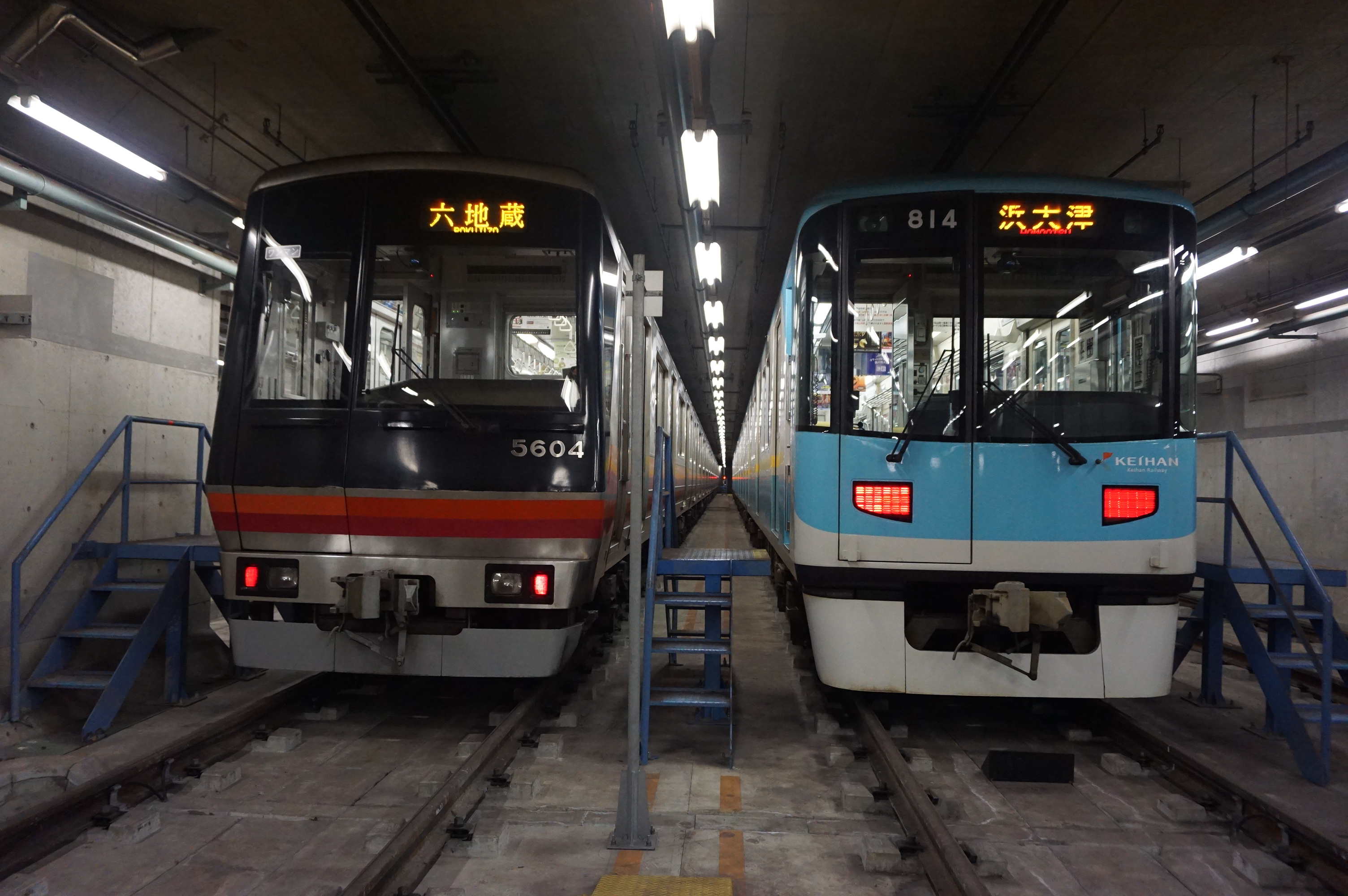
地下鉄醍醐車庫に入線した800系

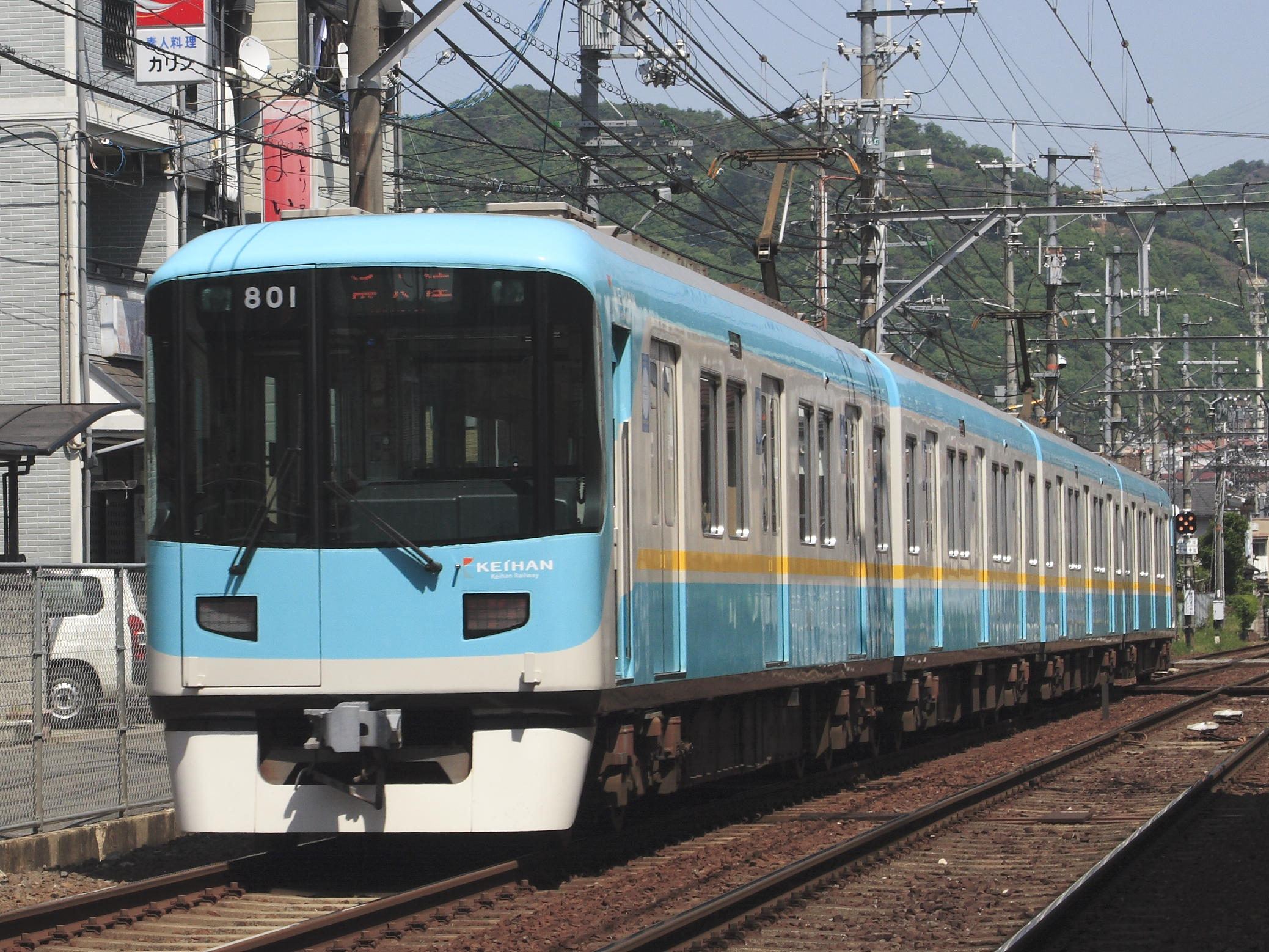
2008年4月15日に制定された新マークを貼付した800系（2008年5月6日 京阪山科駅 - 四宮駅）

当初は京津線と京都市営地下鉄東西線御陵駅 - 京都市役所前駅で運用されたが、2008年1月16日に地下鉄東西線の二条駅 - 太秦天神川駅が開業すると運用区間も拡大され、太秦天神川駅まで乗り入れるようになった。昼間時は、東西線太秦天神川駅 - 京津線びわ湖浜大津駅間を20分毎に運行される。
本系列は京津線専用車両のため、石山坂本線での営業運転は行わないが、運用の都合上、同路線の近江神宮前駅隣接の錦織車庫までの回送扱いとしてびわ湖浜大津 - 近江神宮前間でも定期回送の運用があり、また試運転では坂本比叡山口駅 - 近江神宮前駅間を走行することもある。なお、びわ湖浜大津駅 - 石山寺駅間は車両限界の関係により走行できない。
その他、東西線開業前の乗り入れの試運転では、京阪車両が乗り入れすることがない御陵駅以南の醍醐駅まで入線したほか、2017年の東西線の醍醐車庫でのイベント時にも入線の実績がある。
試運転以外でも京阪大津線内併用軌道等で自動車との接触事故や架線、電力トラブル等で地下鉄との直通運転が中止される場合があるが、この場合地下鉄線内に封じ込まれた800系は直通運転再開まで醍醐車庫に回送され留置される。
また、当初は京津線内ではツーマン運転で、地下鉄東西線内でのみワンマン運転を行っていたが、2002年11月30日から京津線でも全列車でワンマン運転を行うようになった。